# Dodge Dakota
Dodge Dakota — середньорозмірні пікапи, що випускаються компанією Dodge з 1987 року.
В Україну офіційно не поставлявся.

## Перше покоління (1987—1996)

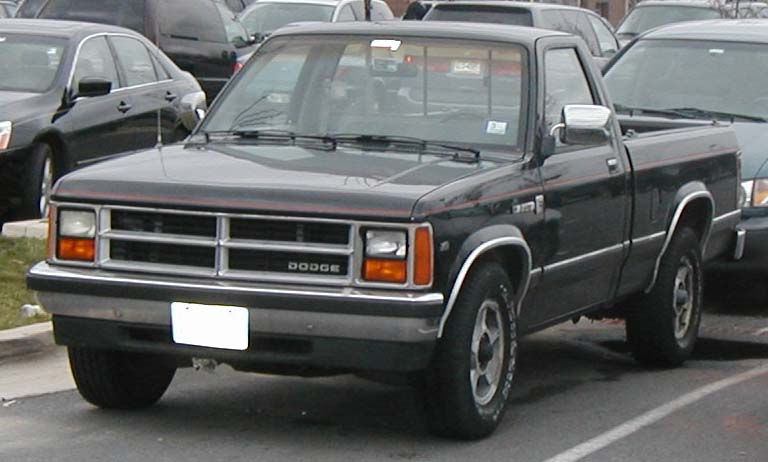
1987-1990 Dodge Dakota regular cab

Перше покоління дебютувало на ринку в 1987 році. Ґрунтується на платформі Chrysler N. Колісна база залежно від версії коливалася від 2842 до 3325 мм. Двигуни використовується Р4 (2,2 л, 2,5 л), V6 (3,9 л) і V8 (5,2 л). Крутний момент передається на задні колеса через 3- або 4-ступінчасту автоматичну або 5-ступінчасту механічну коробку передач, привід - задні колеса (опція AWD). Автомобіль пропонувався з короткою і довгою дводверною кабіною і як кабріолет.

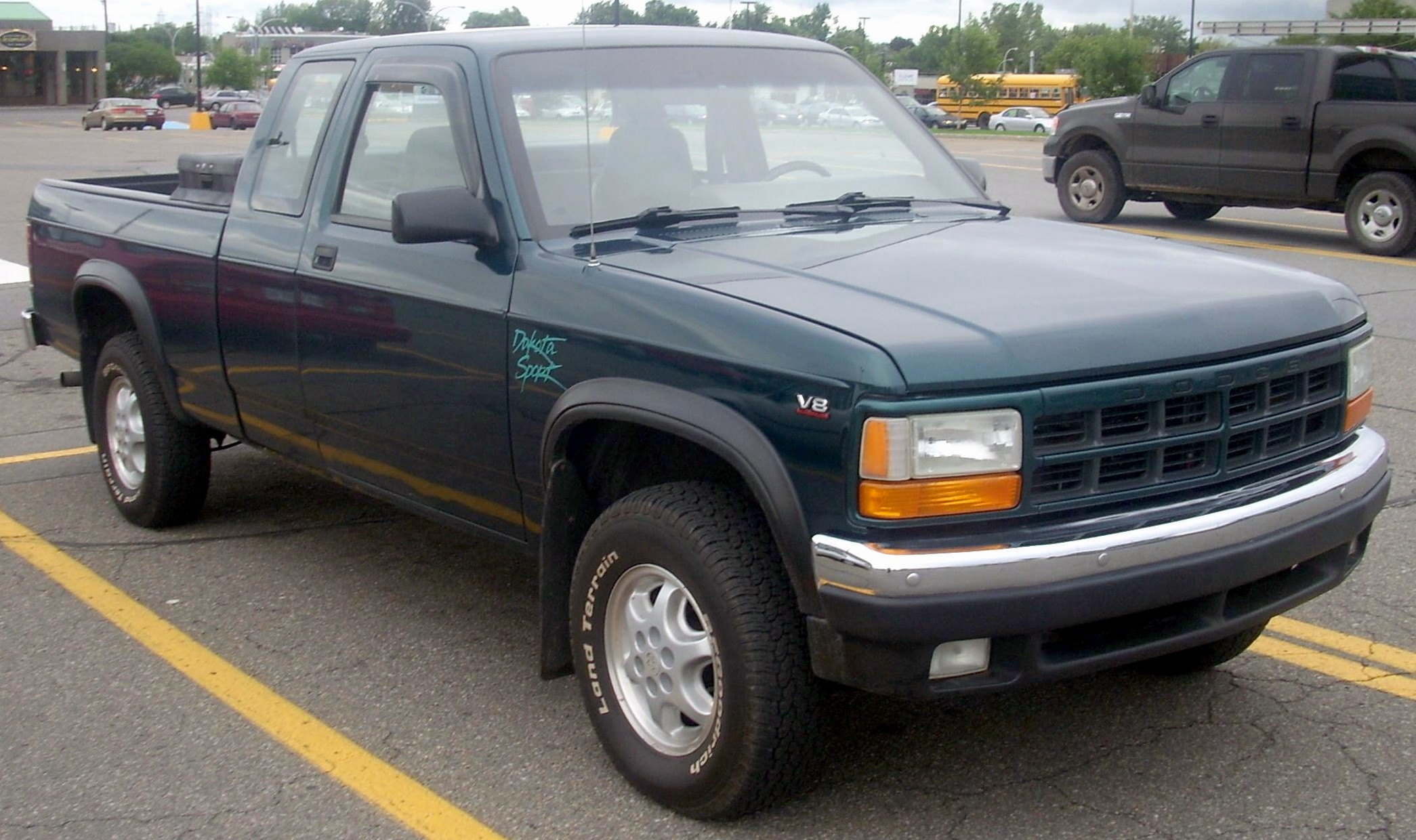
1991-1996 Dodge Dakota extended cab
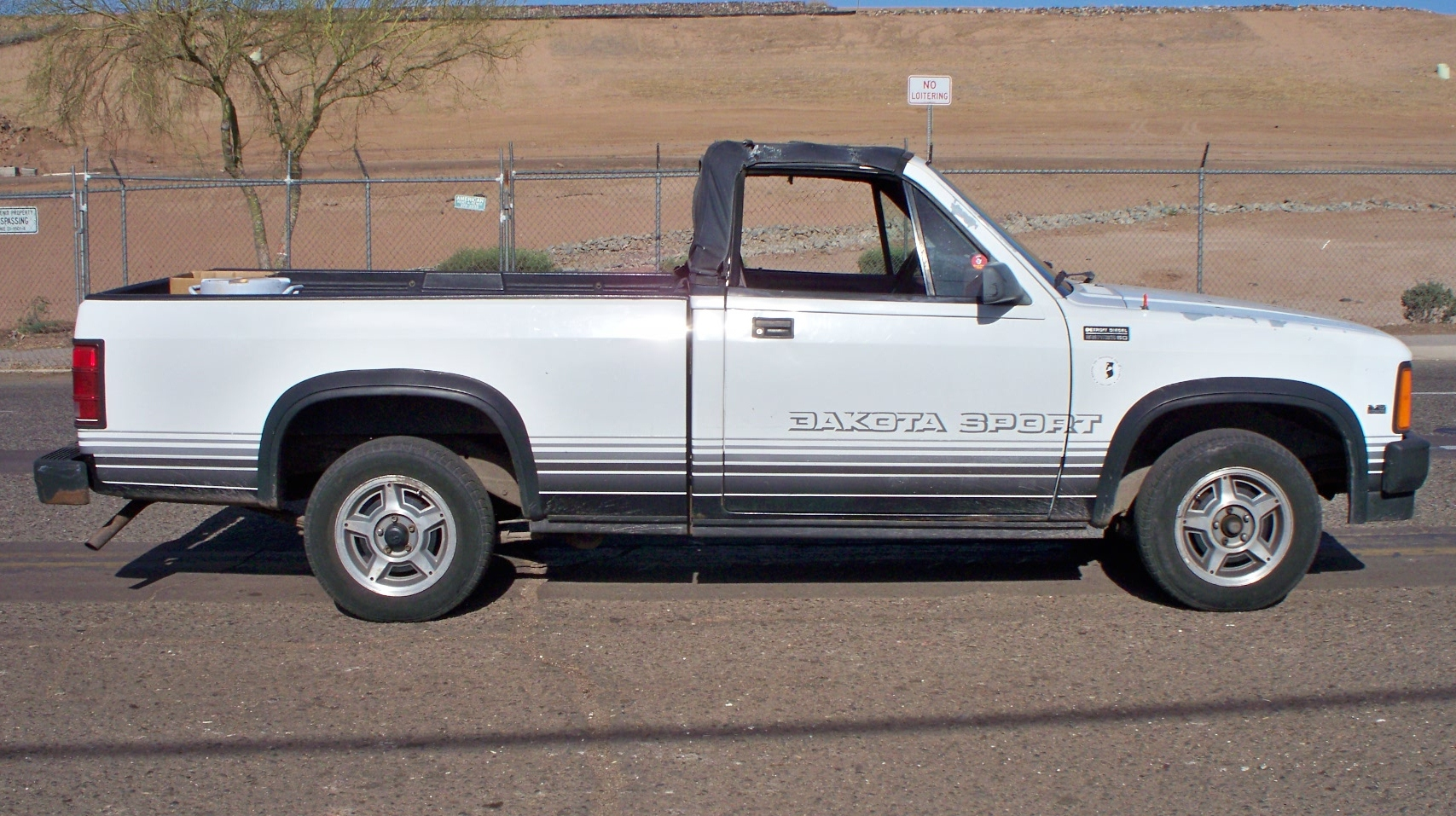
Dodge Dakota Sport кабріолет

### Shelby Dakota

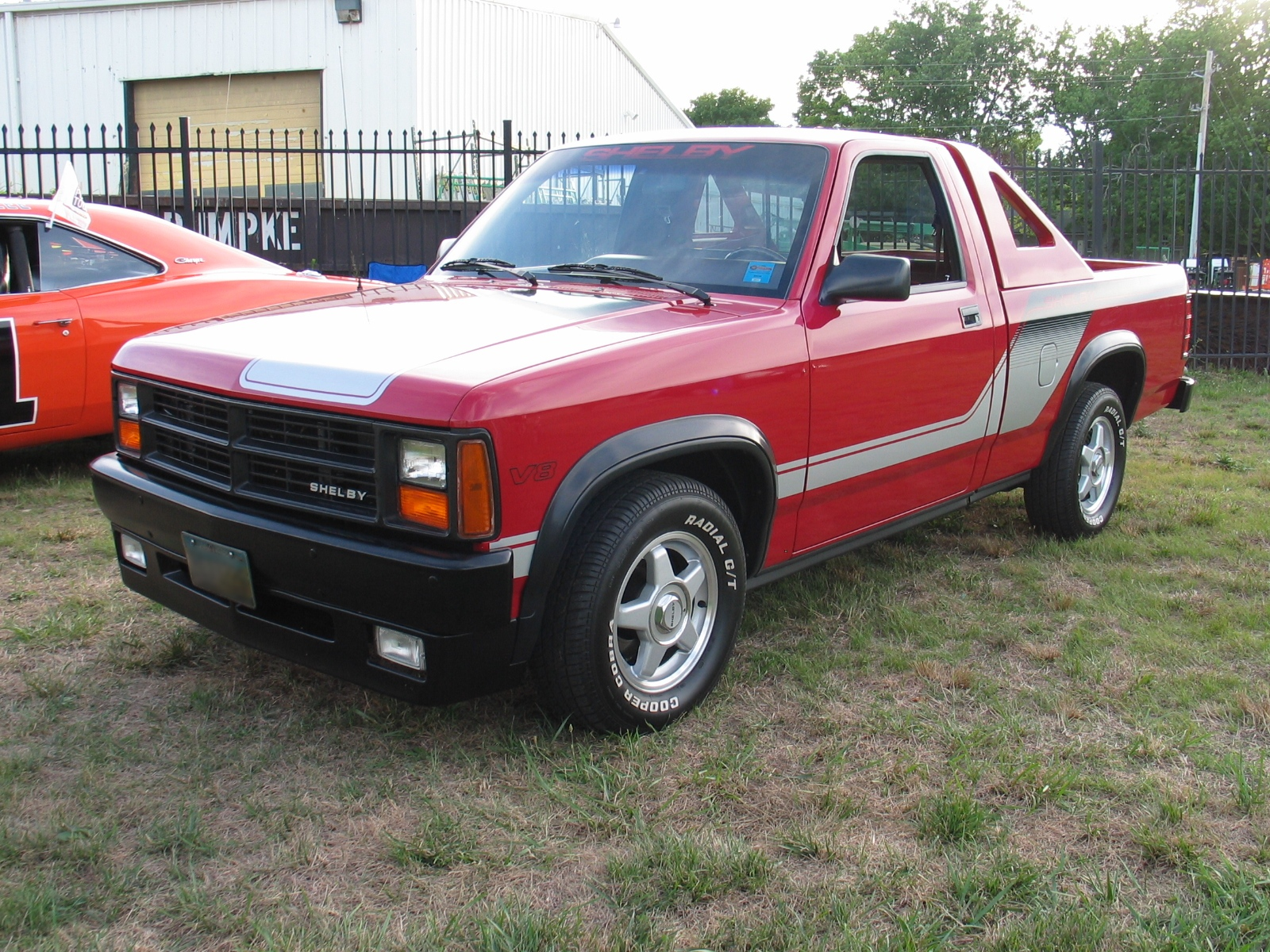
Dodge Dakota Shelby

В 1989 році пропонувався спортивний задньоприводний пікап Shelby Dakota створений компанією Shelby на базі Dodge Dakota Sport. Shelby Dakota мав коротку колісну базу зі стандартною кабіною. Двигун 3.9 л V6 замінений на 5.2 л V8 потужністю 175 к.с. 370 Нм. Автомобіль став попередником GMC Syclone та Ford Lightning. Всього виготовлено 1475 автомобілів Shelby Dakota, 480 в білому та 995 в червоному кольорі.

### Двигуни
- 2.2 L (134 cu in) K I4
- 2.5 L (150 cu in) K I4
- 2.5 L (150 cu in) AMC I4
- 3.9 L (238 cu in) LA/Magnum V6
- 5.2 L (318 cu in) LA/Magnum V8

## Друге покоління (1997—2004)

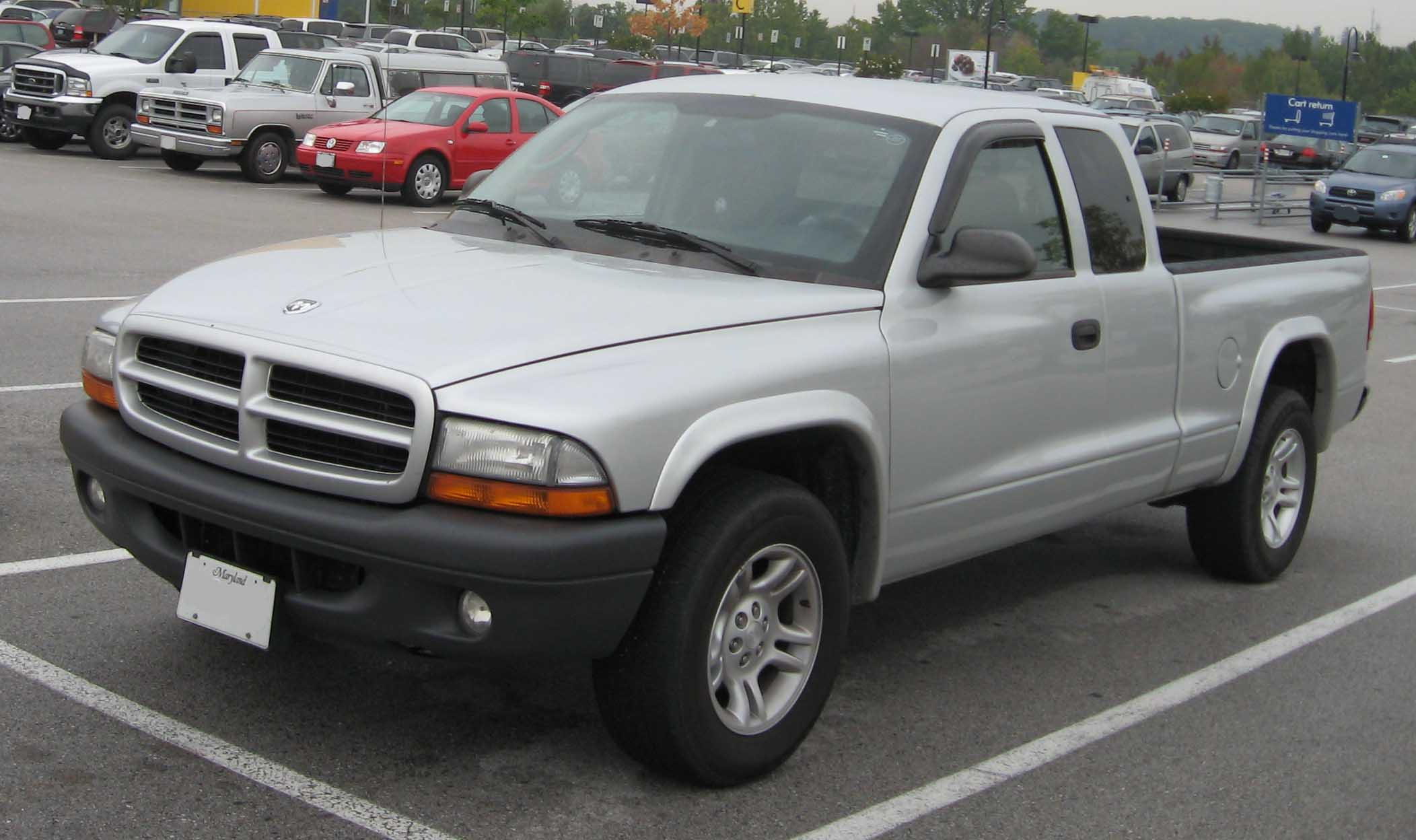
1997-2004 Dodge Dakota extended cab

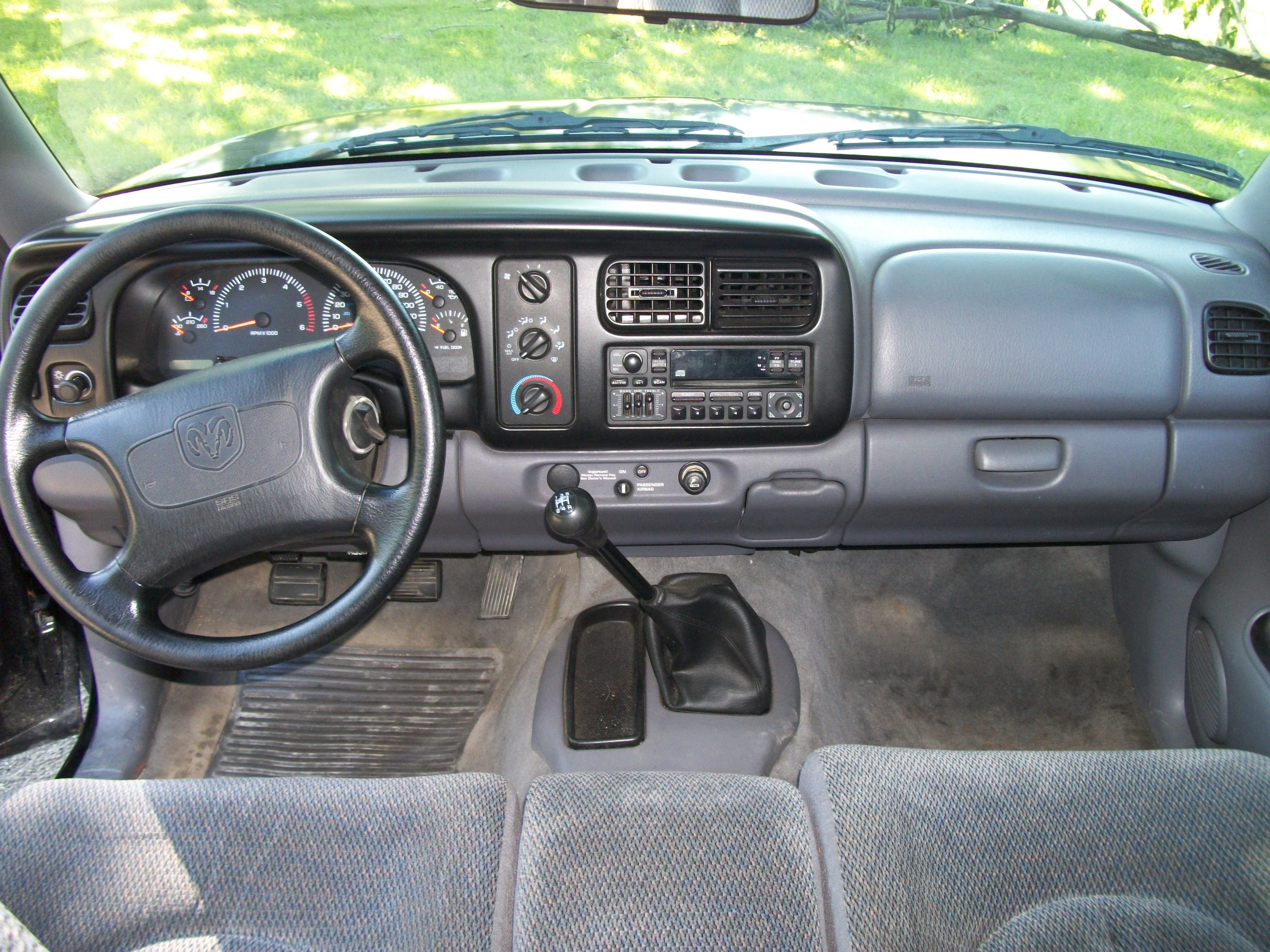

Друге покоління Dodge Dakota виготовлялось в 1997-2004 роках. Ґрунтується на тому ж днищі, що й попередній. Колісна база варіювалась від 2842 до 3327 мм. Гама двигунів включала 3,9 л V6, 4,9 л V8 і 5,9 л V8.
На основі пікапа в 1998 році представили позашляховик Dodge Durango.

### Двигуни
- 2.5 L AMC I4
- 2.5 L 425 OHV I4 Diesel (ukraina)
- 3.9 L Magnum V6
- 5.2 L Magnum V8
- 5.9 L Magnum V8
- 4.7 L Magnum V8
- 3.7 L Magnum V6

## Третє покоління (2005—2011)

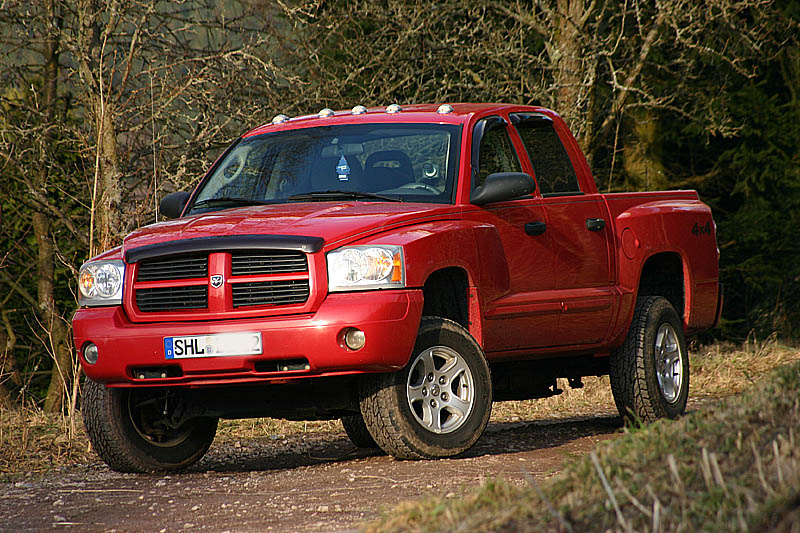
2005-2007 Dodge Dakota crew cab

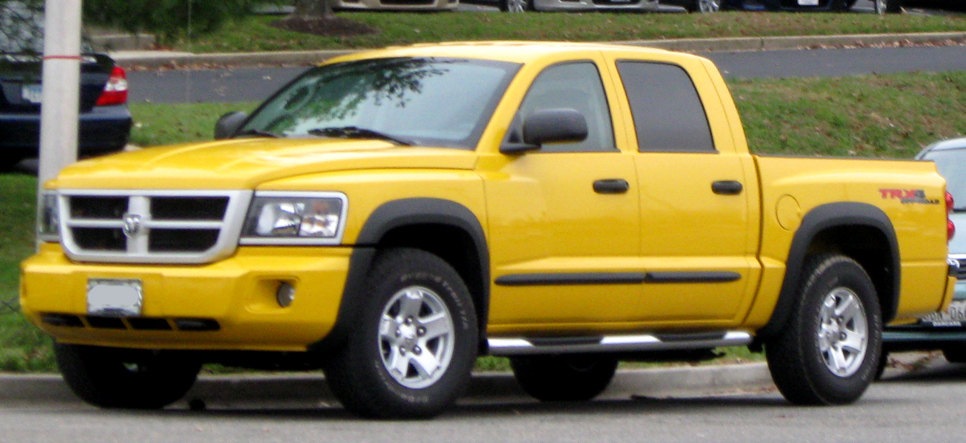
2008-2011 Dodge Dakota crew cab

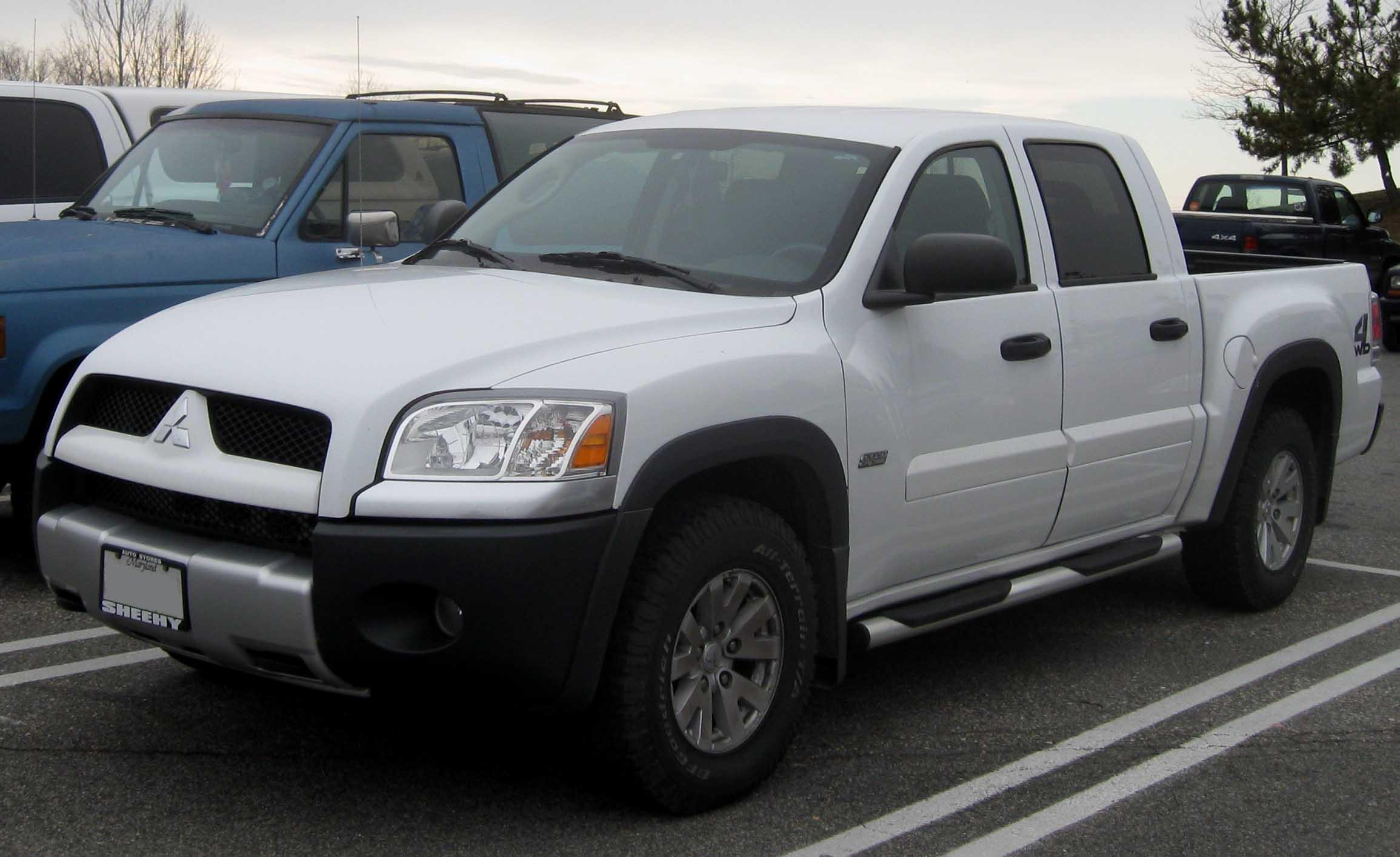
Mitsubishi Raider (2005-2009)

У 2005 році почався випуск чергового покоління середньорозмірних пікапів Dakota (4х2 / 4х4), оснащених новими видами силових агрегатів та додаткового обладнання. Їх комплектують двома типами бензинових двигунів Magnum — V6 (3,7 л, 210 к.с.) і V8 (4,7 л, 230 к.с.), колишньою механічною 5-ступінчастою коробкою передач, а також новою 6-ступінчастою або автоматичною 5-ступінчастою. Як і раніше, пікап пропонується з трьома базовими версіями кабін (коротка, подовжена і подвійна 5-місна), але використання варіанту Mega Cab поки не передбачено. Всі виконання пропонують у трьох наборах комплектації та оснащення ST, SLT і Laramie, що відрізняються ступенем насиченості додатковим устаткуванням і рівнем його якості.
У 2008 році пікап модернізували.

### Двигуни
- 3.7 L Magnum V6
- 4.7 L Magnum V8

## Продажі в США
| Рік  | Всього  |
| ---- | ------- |
| 1999 | 144,148 |
| 2000 | 177,395 |
| 2001 | 154,479 |
| 2002 | 130,712 |
| 2003 | 111,273 |
| 2004 | 105,614 |
| 2005 | 104,051 |
| 2006 | 76,098  |
| 2007 | 50,702  |
| 2008 | 26,044  |
| 2009 | 10,690  |